# Kloster Schaaken

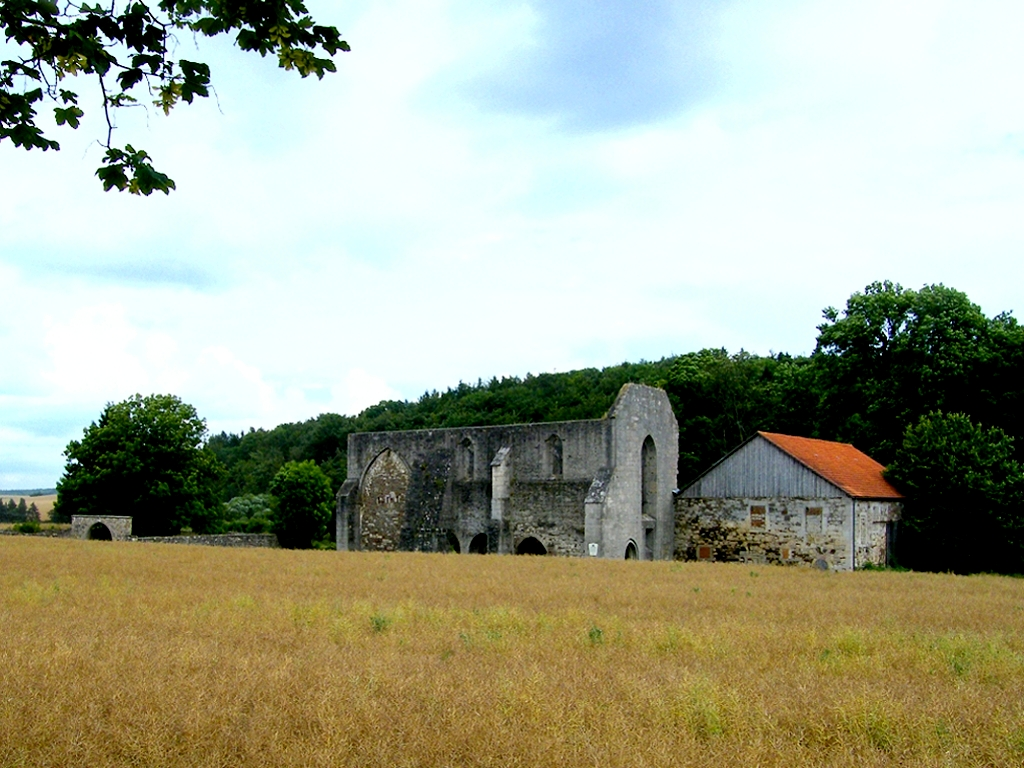
Kloster Schaaken (Gesamtansicht, 2010)

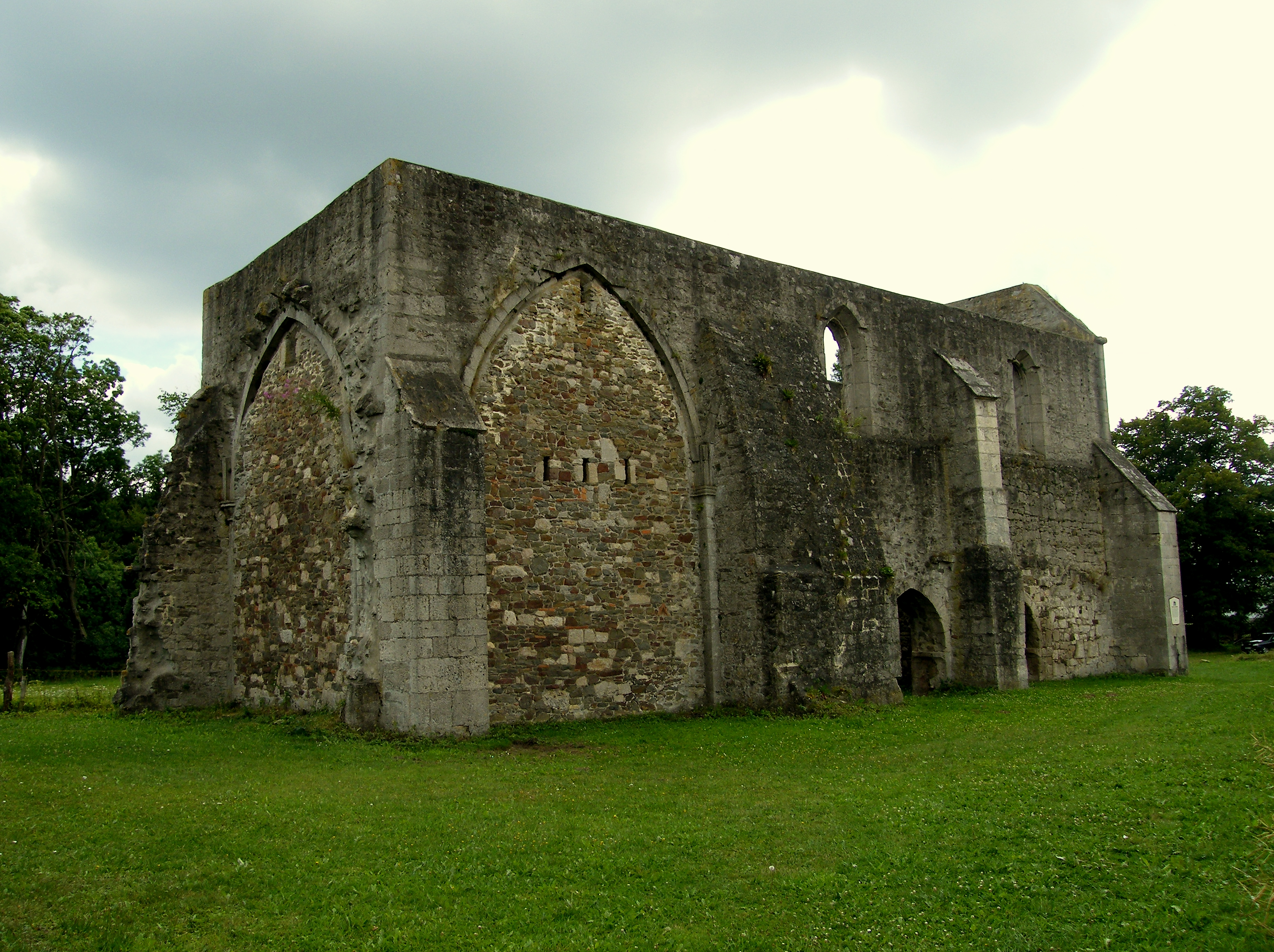
Ruine der Klosterkirche

Das Benediktinerinnen-Kloster Schaaken befand sich zwischen den Lichtenfelser Ortsteilen Goddelsheim und Immighausen im nordhessischen Landkreis Waldeck-Frankenberg und ist als Ruine erhalten.

## Geschichte
Es wurde 1189 von der Reichsabtei Corvey zunächst in dem Dorf Goddelsheim, das seit 888 zu Corvey gehörte, gegründet, aber schon 1223 nach Schaaken, einige hundert Meter östlich von Goddelsheim, verlegt. Noch in diesem Jahr nahm Papst Honorius III. das Kloster in seinen Schutz. Das Gebiet der späteren Grafschaft Waldeck stand seit dem frühen Mittelalter unter dem kirchlichen Einfluss Corveys, das durch umfangreiche Schenkungen und Erwerbungen der größte Grundherr in der Gegend und auch in kirchlicher Hinsicht vorherrschend war. Corvey suchte seine Stellung durch Gründung von Orten (wie Fürstenberg, Sachsenberg), Burgenbau (Lichtenfels) und Klosterstiftungen (Schaaken) zu festigen und auszubauen.
Das Kloster bestand bis 1591. Danach war es bis 1848 protestantisch-freiweltliches Frauenstift für weibliche Angehörige des Adels.

## Anlage

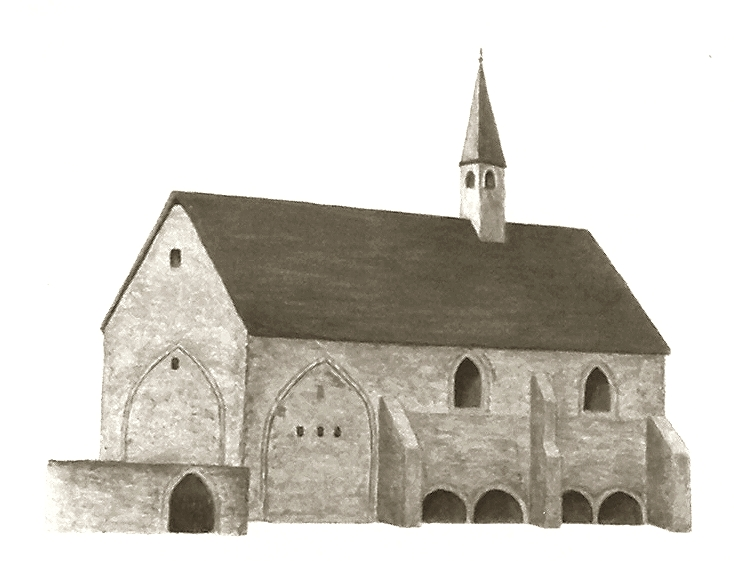
Rekonstruktionszeichnung (Ausschnitt Hinweistafel)

Die in der zweiten Hälfte des 13. Jahrhunderts errichtete spätromanisch-frühgotische Klosterkirche brannte 1518 aus, wurde aber in teilweise geänderter Form wieder aufgebaut. Nach 1848 wurde sie, ebenso wie das ehemalige Konventsgebäude, als Scheune des nunmehrigen Stiftsgutes genutzt. 1913 brannte sie nach einem Blitzeinschlag erneut vollkommen aus. Erst 1958 wurde der verbliebene Baubestand gesichert.
Das Klostergebäude schlossen sich an der Südseite der Kirche an. Von diesen sind nur noch die Mauern eines später zur Scheune umgebauten Konventsgebäudes erhalten. Über dem heutigen Scheunentor befindet sich noch immer ein Neidkopf. Ostwärts lag bzw. liegt der Friedhof.

## Äbtissinnen
Unter den Äbtissinnen von Schaaken waren eine Anzahl Töchter bzw. Schwestern der Grafen und Fürsten von Waldeck, so:
- Katharina von Waldeck (* 20. September 1547; † 8. Juli 1613), Tochter des Grafen Wolrad II.
- Christiane Magdalene von Waldeck (* 30. Juli 1669; † 18. März 1699), Tochter des Grafen Christian Ludwig von Waldeck-Wildungen aus dessen erster Ehe
- Dorothea Elisabeth von Waldeck († 1702), Tochter des Grafen Christian Ludwig von Waldeck-Wildungen aus dessen erster Ehe, bis zu ihrer Hochzeit mit Rudolph von Lippe-Brake am 4. November 1691
- Charlotte Sofie von Waldeck (* 18. Januar 1667; † 6. September 1723), Tochter des Grafen Christian Ludwig von Waldeck-Wildungen aus dessen erster Ehe, die nach der Hochzeit ihrer Schwester Dorothea 1691 bis zu ihrer eigenen Hochzeit das Amt der Äbtissin übernahm; ⚭ 1707 Johann Junker (* 3. Juni 1680; † 25. Oktober 1759)
- Christine Eleonore Luise von Waldeck (* 11. April 1685; † 8. Februar 1737), Tochter des Grafen Christian Ludwig von Waldeck-Wildungen aus dessen zweiter Ehe
- Sofie Wilhelmine von Waldeck (* 6. Juni 1686; † 23. August 1749), Tochter des Grafen Christian Ludwig von Waldeck-Wildungen aus dessen zweiter Ehe
- Charlotte Florentine von Waldeck (* 10. Oktober 1697; † 6. Mai 1777), Tochter des Grafen Christian Ludwig von Waldeck-Wildungen aus dessen zweiter Ehe
- Henriette von Waldeck und Pyrmont (* 17. Oktober 1703; † 29. August 1785), Tochter des Fürsten Friedrich Anton Ulrich von Waldeck und Pyrmont
- Luise Albertine Friederike zu Waldeck und Pyrmont (* 12. Juni 1714; † 17. März 1794), Tochter des Fürsten Friedrich Anton Ulrich von Waldeck und Pyrmont
- Christiane Friederike Auguste zu Waldeck und Pyrmont (* 23. März 1787; 16. Januar 1806), Tochter des Fürsten Georg I. von Waldeck und Pyrmont
- Ida Karoline Luise zu Waldeck und Pyrmont (* 26. September 1796; † 2. April 1869), Tochter des Fürsten Georg I. von Wadeck und Pyrmont, durch Heirat Fürstin zu Schaumburg-Lippe

## Fotogalerie

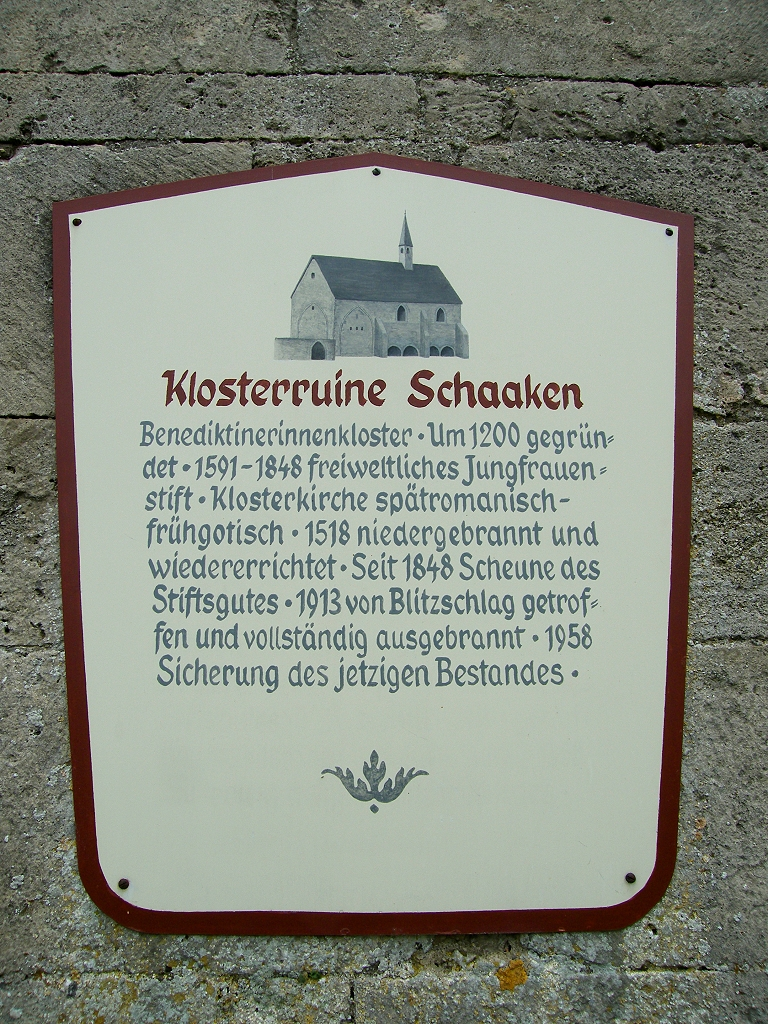
Hinweistafel Kloster Schaaken
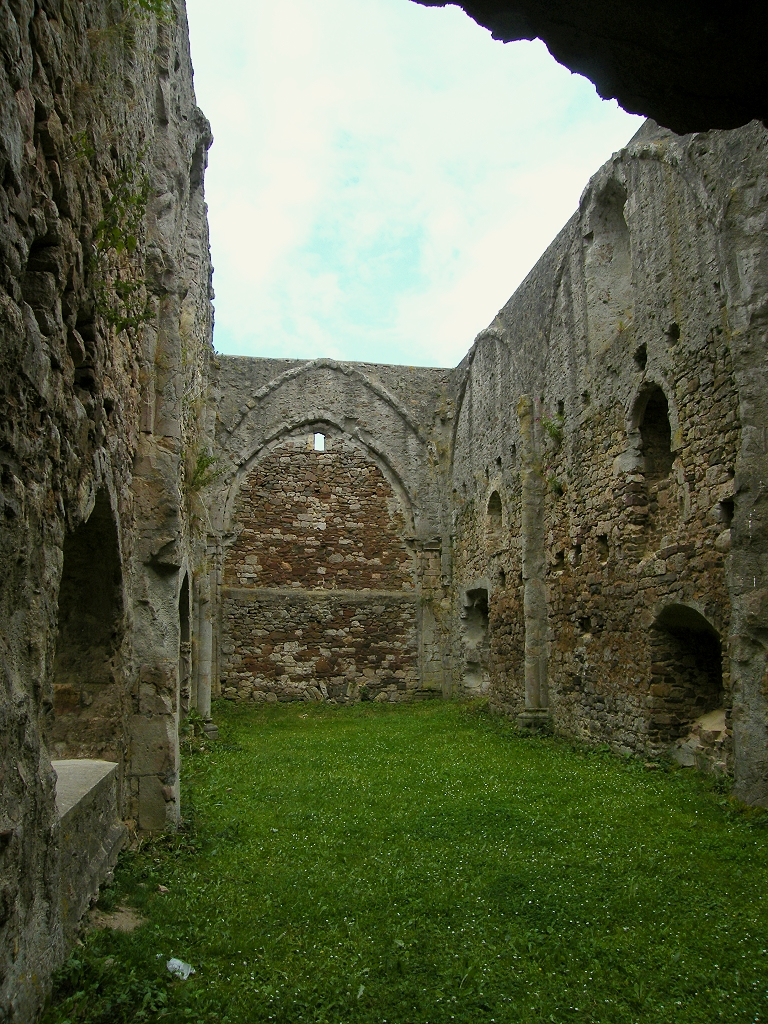
Kirchenschiff, Blick zur Ostwand
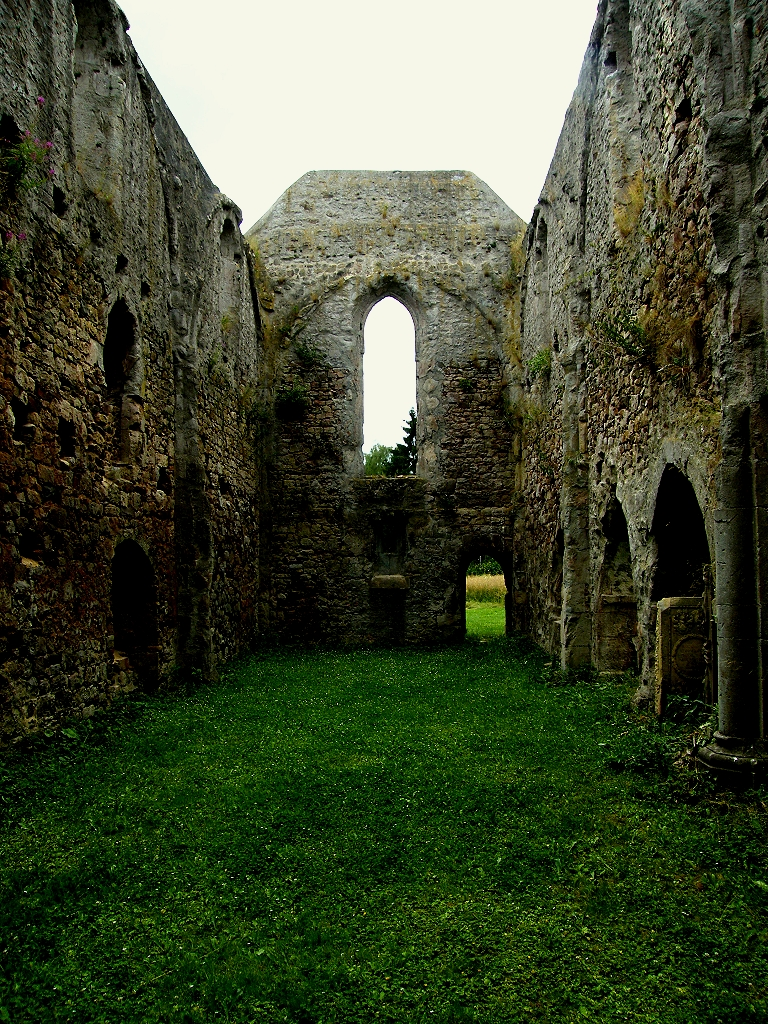
Kirchenschiff, Blick zur Westwand
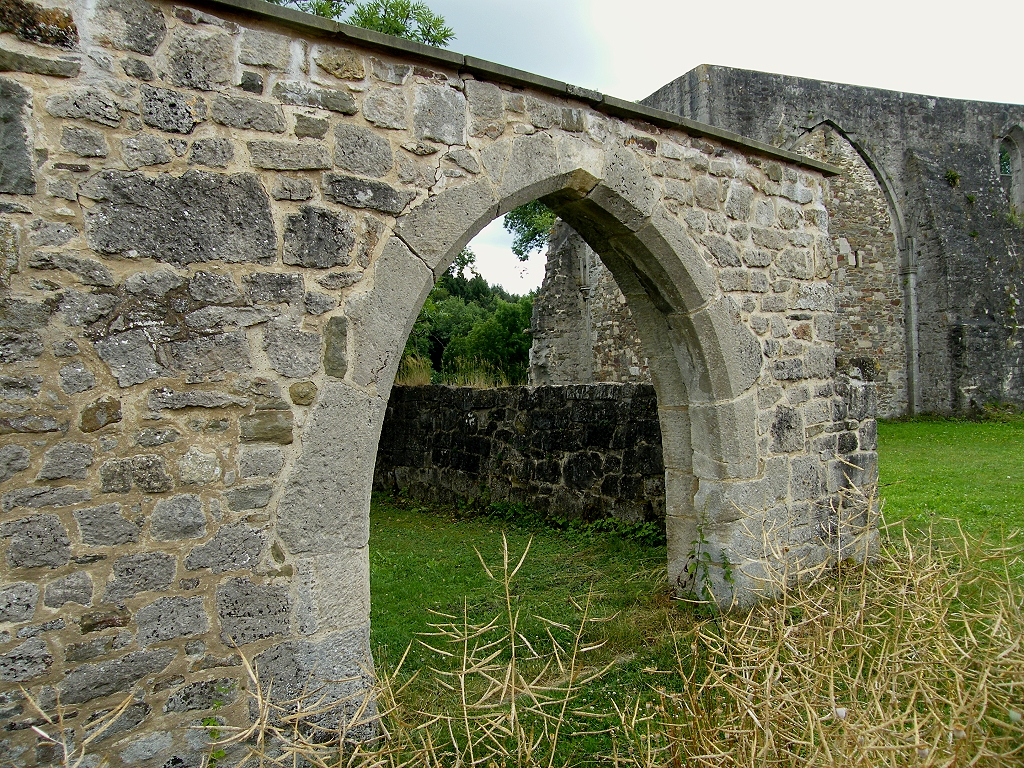
Kloster Schaaken (Eingang Friedhof)
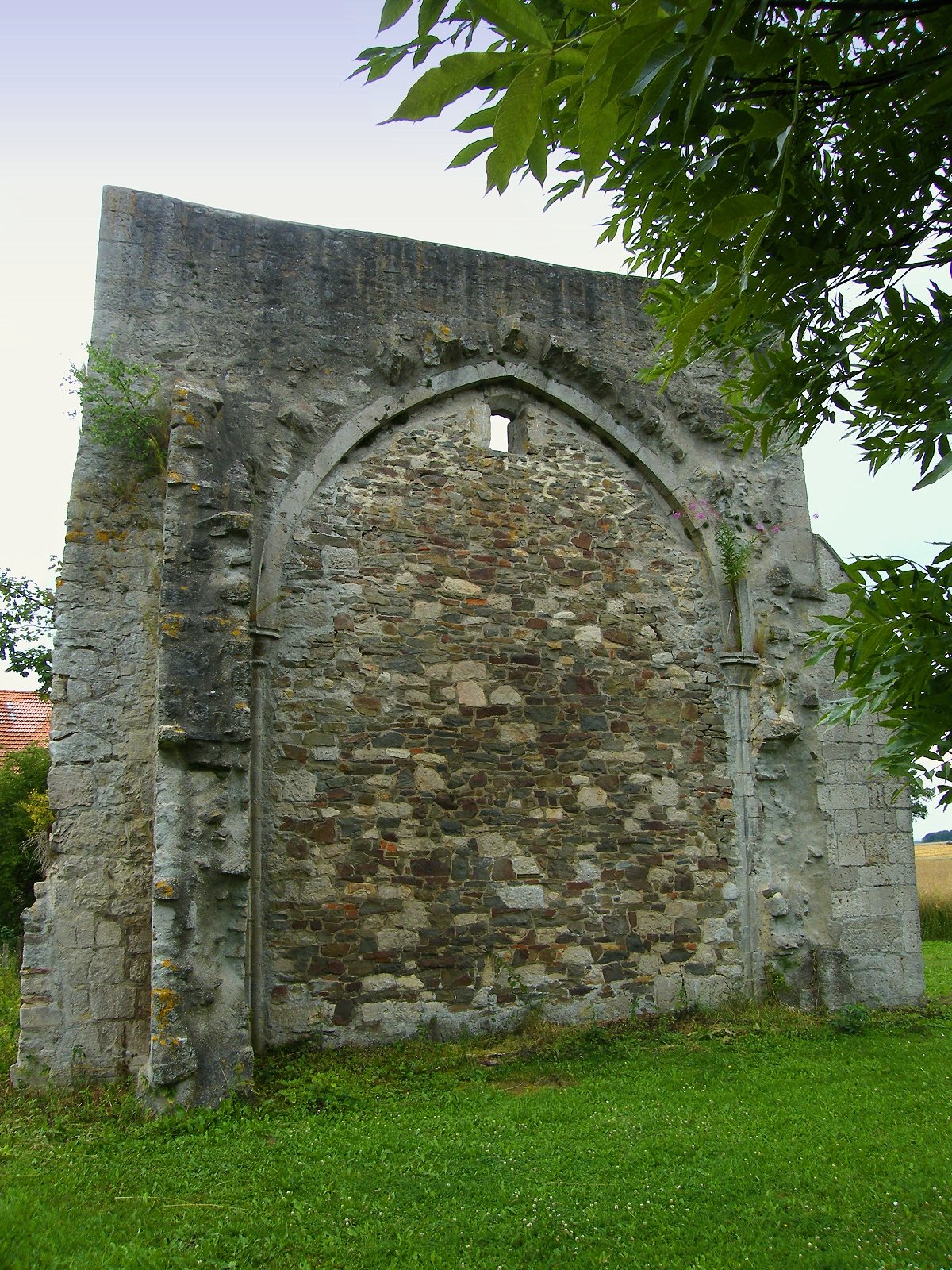
Östliche Giebelwand
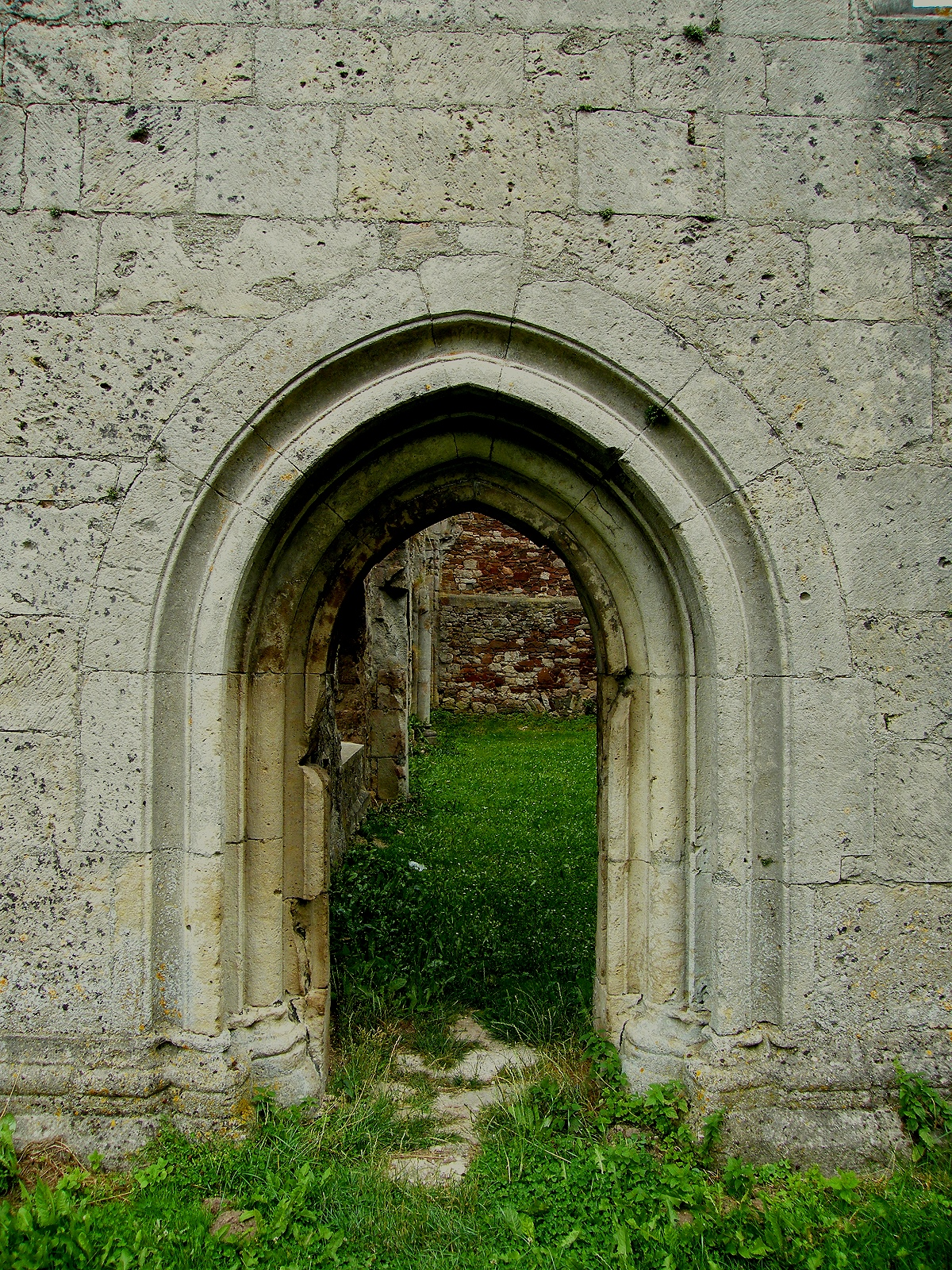
Kircheneingang Giebel
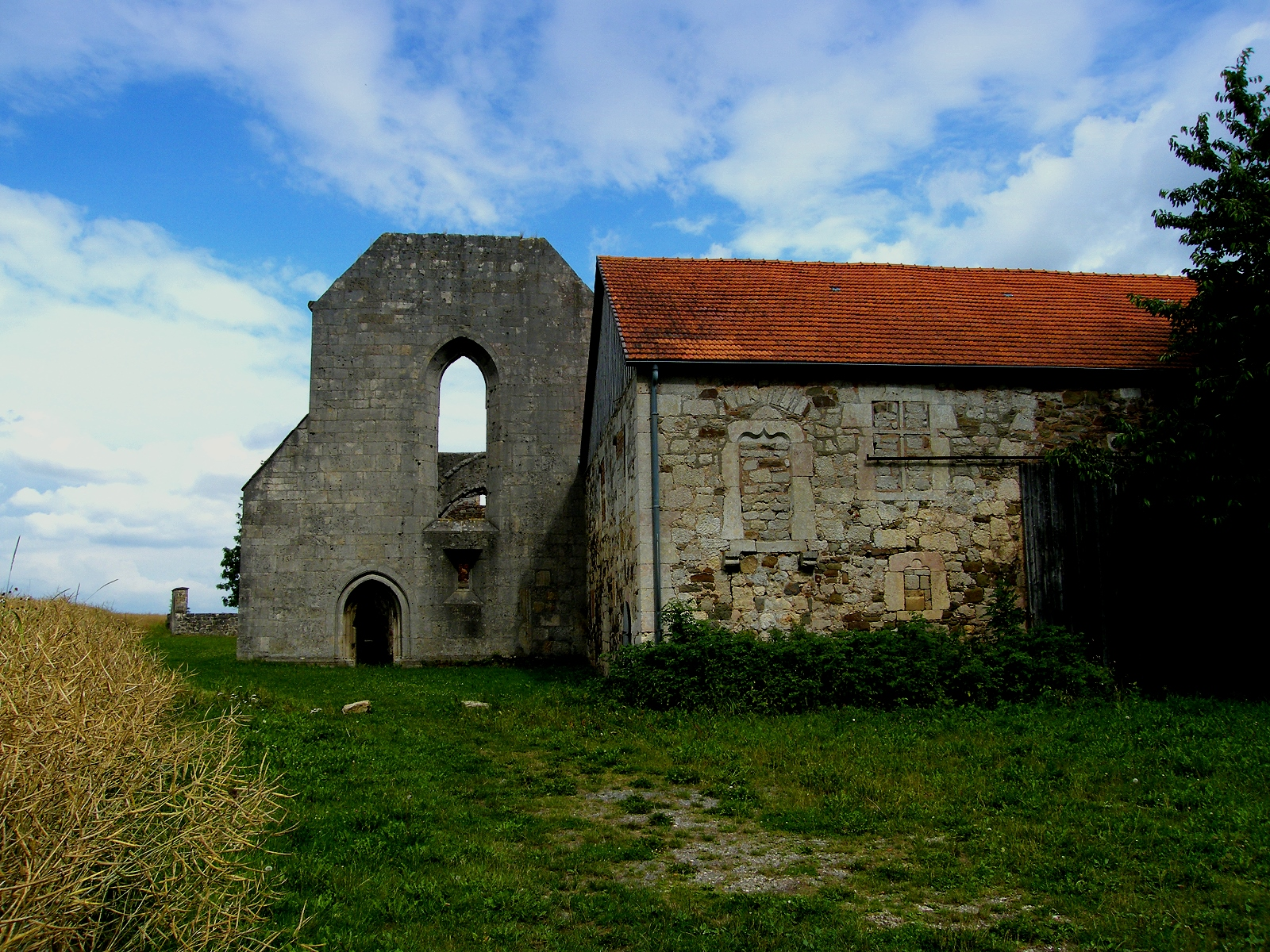
Westwand der Kirchenruine und Scheune
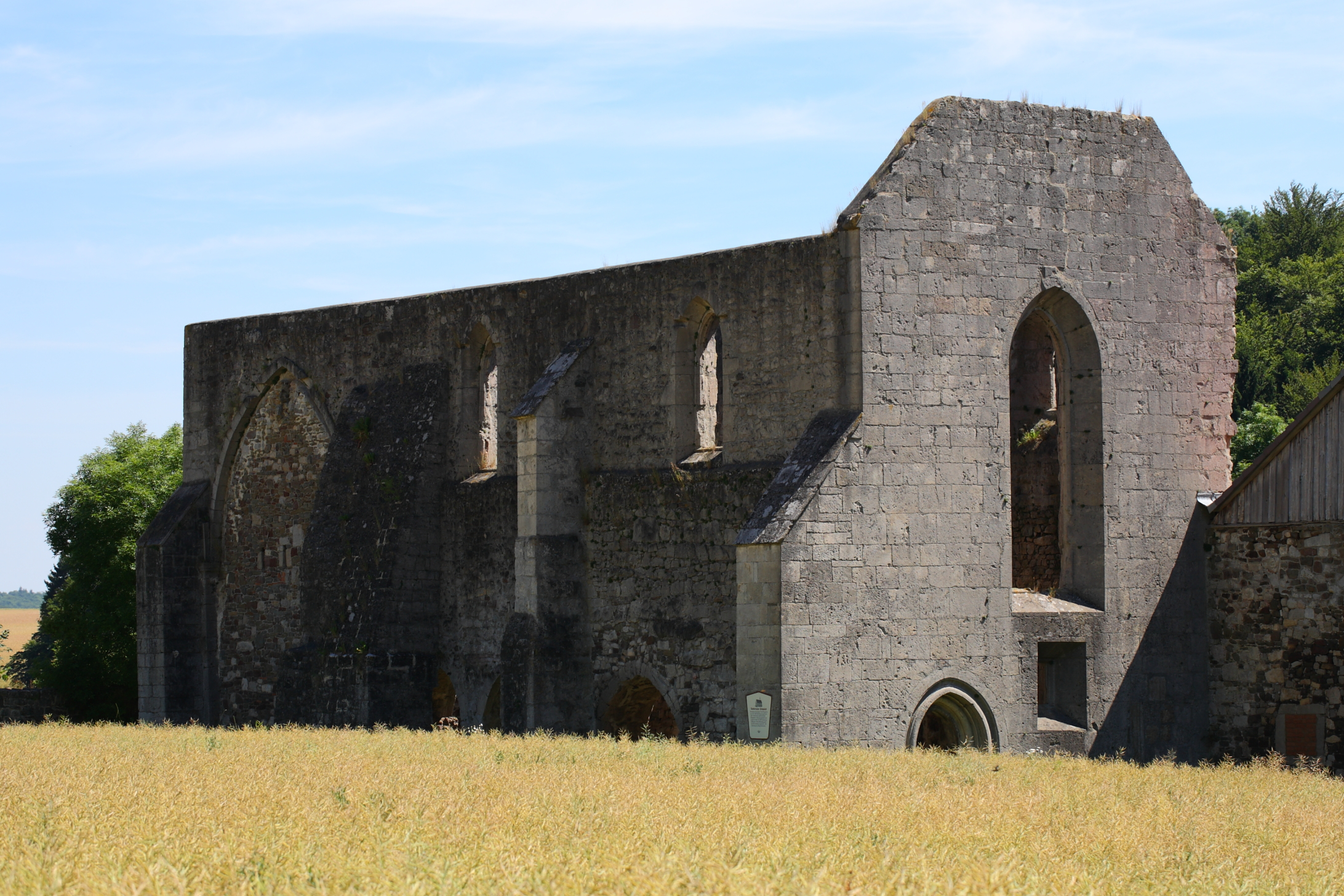
West- und Nordseite der Kirchenruine
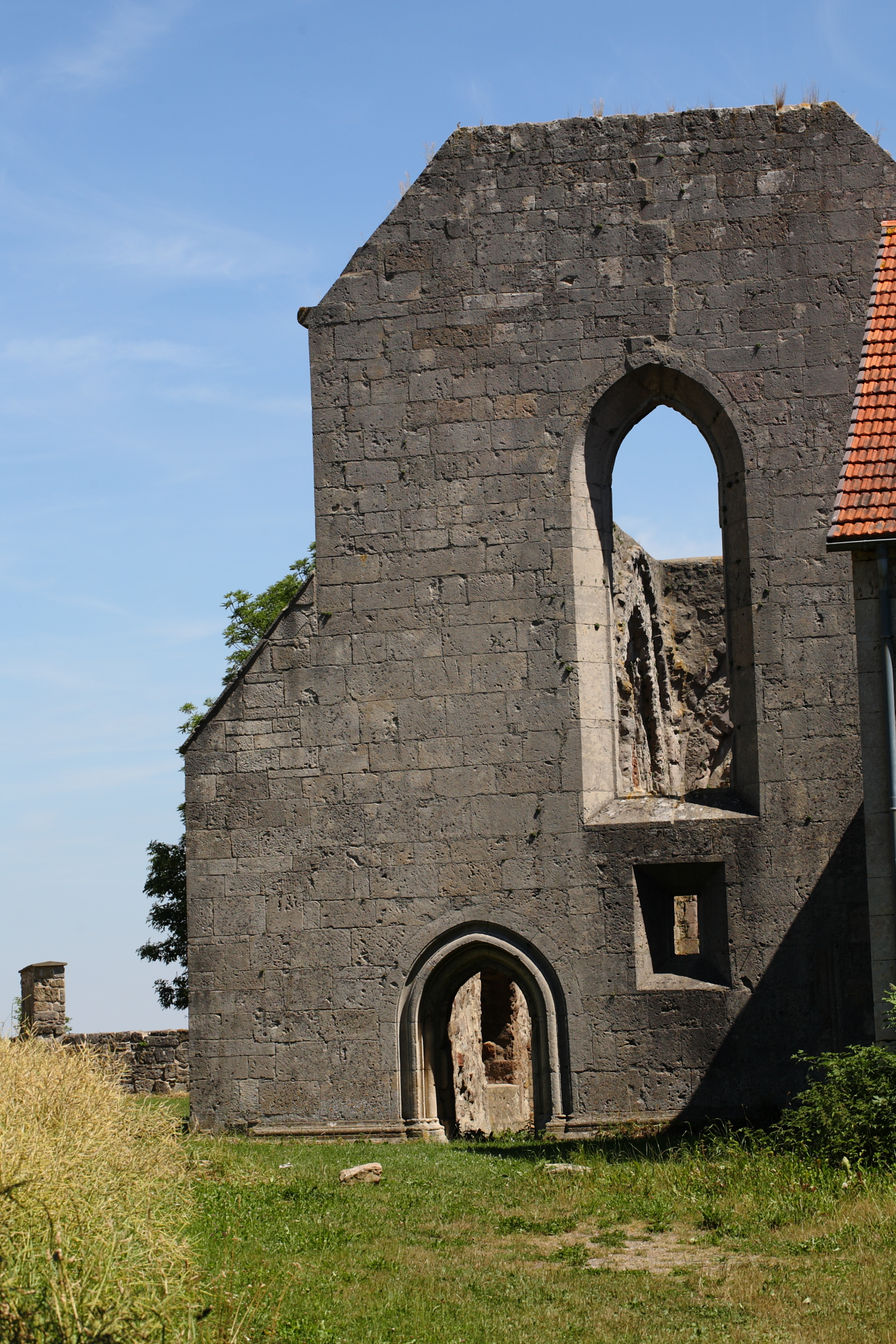
Westfassade der Kirchenruine
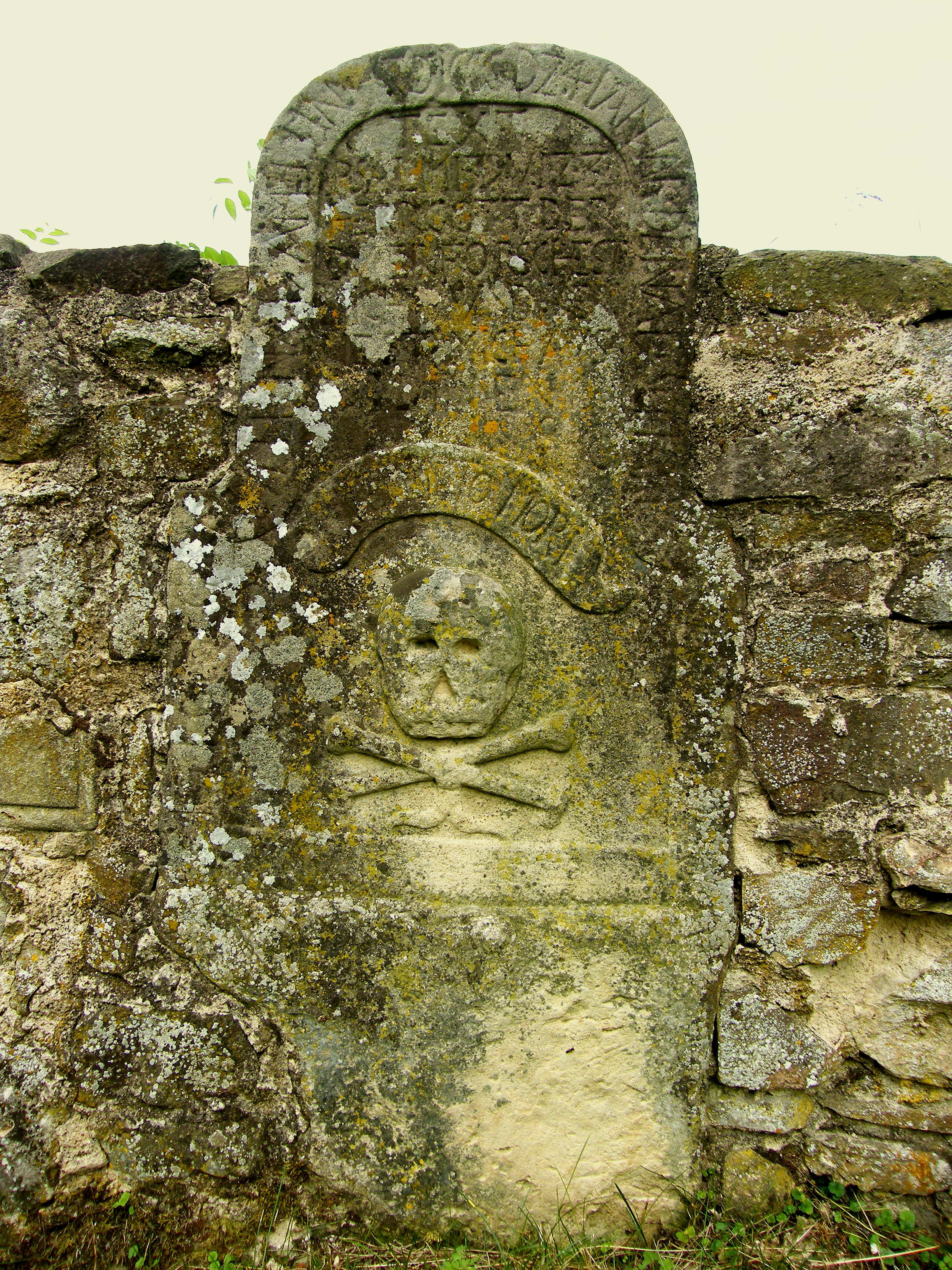
Grabstein Friedhof